# Radosavska
Radosavska (cyr. Радосавска) – wieś w Bośni i Hercegowinie, w Republice Serbskiej, w mieście Banja Luka. W 2013 roku liczyła 268 mieszkańców.